# Manfred Günther (Ingenieur)
Manfred Günther (* 9. Mai 1935 in Leipzig; † 9. Mai 2024) war ein deutscher Professor für Technische Kybernetik/Automatische Steuerung an der TU Ilmenau. Zudem war er hier langjährig Direktor der Sektion Technische und Biomedizinische Kybernetik sowie des Instituts für Automatisierungs- und Systemtechnik.

## Leben und Wirken
Manfred Günther gehörte zur ersten Matrikel an der Hochschule für Elektrotechnik Ilmenau (HfE). Immatrikuliert wurde er 1953 an der TH Dresden, ist dann aber mit der gesamten Seminargruppe nach Ilmenau an die neugegründete HfE umgeschrieben worden. Er studierte im Hauptfach Regelungstechnik und im Nebenfach Fernmelde- und Hochfrequenztechnik. 1959 schloss er das Studium als Diplom-Ingenieur (Dipl.-Ing.) für Regelungstechnik ab.
Danach war er bis 1965 wissenschaftlicher Assistent am Institut für Regelungstechnik (Leiter: Karl Reinisch) der Fakultät für Schwachstromtechnik der HfE, später TH Ilmenau. Während seiner Tätigkeit als Assistent bzw. Oberassistent erhielt er Lehraufträge für Teilgebiete der Technischen Kybernetik, seine Forschungsarbeiten konzentrierten sich auf zeitdiskrete Systeme. In dieser Zeit erarbeitete er auch seine Dissertation zur Analyse und Synthese digitaler Regelungen.  Er promovierte 1965 an der Fakultät für Schwachstromtechnik der TH Ilmenau zum Doktor-Ingenieur (Dr.-Ing.).
Von 1967 bis 1970 war er als Themen-, Gruppen- und Abteilungsleiter im Institut für Datenverarbeitung (idv) bzw. im VEB Kombinat Robotron in Dresden tätig. Er befasste sich mit Fragen des Prozessrechnereinsatzes für Automatisierungsaufgaben in der chemischen Industrie.
Danach wurde er 1970 als ordentlicher Professor für Technische Kybernetik/Automatische Steuerung an die TH Ilmenau berufen. Er wurde hier Leiter eines Wissenschaftsbereiches, stellvertretender Sektionsdirektor sowie während der 1980er Jahre Direktor der Sektion Technische und Biomedizinische Kybernetik (TBK), die von Karl Reinisch im Jahre 1968 gegründet und geleitet wurde, bis Siegfried Pilz von 1971 bis 1975 und danach Michael Roth von 1975 bis 1983 die Leitung hatten. Als Sektionsdirektor war Günther auch Mitglied im Beirat Elektroingenieurwesen (Vorsitzender: Gerhard Linnemann, damaliger Rektor der TH Ilmenau) beim Ministerium für Hoch- und Fachschulwesen (MHF). Weiterhin gehörte er zum Vorstand der Wissenschaftlich-technischen Gesellschaft Mess- und Automatisierungstechnik (Vorsitzende: Heinz Töpfer, danach Werner Richter) in der Kammer der Technik Berlin (Präsidenten: Manfred Schubert und danach Dagmar Hülsenberg).
Nach 1989 übernahm Günther die Leitung des neugegründeten Instituts für Automatisierungs- und Systemtechnik bis 1995. In seinem Lehrstuhl war er um eine Weiterentwicklung der Lehre auf den von ihm vertretenen Gebieten „Grundlagen der Automatisierungstechnik“, „Regelungstechnik (Automatische Steuerung)“, „Zeitdiskrete Systeme“ und „Digitale Prozessautomatisierung“ bemüht. Hierfür hat er eigens zwei Lehrbücher sowie Praktika mit industrienahen Laborprozessen geschaffen. Generell förderte er die Praxisnähe in der Ausbildung. Er betreute während seiner Tätigkeit als Professor neben vielen Diplomarbeiten mehr als 40 Promotionen.
Von 1990 bis 1993 fungierte er als erster Vorsitzender des auf der Basis der demokratischen Grundordnung von 1990 gewählten Wissenschaftlichen Rates (Konzil) der TU Ilmenau.
Im Jahre 2000 wurde Günther mit Erreichen der Altersgrenze emeritiert.

## Publikationen (Auswahl)
- Phasenrand und Schnittfrequenz als Güteparameter bei der Analyse und Synthese linearer Tastsysteme mittels logarithmischer Amplituden- und Phasenkennlinien. Dissertation, TH Ilmenau, Fakultät für Schwachstromtechnik, Ilmenau 1965.
- Zeitdiskrete Steuerungssysteme. Hüthig Verlag, Heidelberg; Verlag Technik, Berlin 1986, 2. Auflage 1988, ISBN 978-3-341-00528-6.
- Heinz Töpfer, Werner Kriesel, Manfred Günther: Gerätesysteme der Automatisierungstechnik und Prozessrechnersysteme. In: Eugen Philippow (Hrsg.): Taschenbuch Elektrotechnik in 6 Bänden. Band 4: Systeme der Informationstechnik. Verlag Technik, Berlin 1990, 3. Auflage, ISBN 978-3-341-00204-9.
- Kontinuierliche und zeitdiskrete Regelungen. Teubner Verlag, Stuttgart 1997, ISBN 978-3-519-06186-1.